# Osterbruch
Osterbruch [ˈoːstɐbʁuːx] (gesprochen: Oster mit langem o wie Ostern, bruch mit langem u wie in Buch; niederdeutsch Osterbrook) ist eine Gemeinde in der Samtgemeinde Land Hadeln im niedersächsischen Landkreis Cuxhaven.

## Geografie

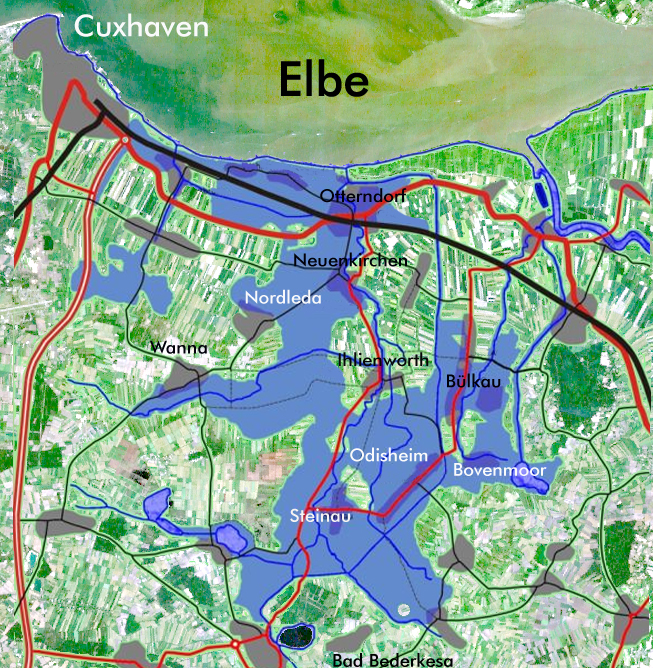
Betroffenes Gebiet bei einer „kleinen“ Sturmflut von nur 4,50 m bei einem Deichbruch am Glameyer-Stack, Otterndorf. Bei den hier angenommenen Voraussetzungen käme Osterbruch zwar wahrscheinlich glimpflich davon, zu befürchten ist jedoch, dass schlechtere Voraussetzungen auch zu Überschwemmungen in der Gemeinde führen.

### Lage
Osterbruch liegt im Niederelbegebiet im Land Hadeln.
Die Nähe zur Elbmündung und zur Nordsee bringen die Gefahr mit sich, dass im Falle eines Deichbruchs bei einer Sturmflut das maximal 2 m ü. NHN liegende Gemeindegebiet zu weiten Teilen überflutet werden könnte. Ein mögliches Szenario wird im Artikel Glameyer-Stack beschrieben.

### Gemeindegliederung
Osterbruch besteht aus den folgenden Ortsteilen:
- Norderende (niederdeutsch Noorderenn)
- Nubhusen (niederdt. Ophusen)
- Süderende (niederdt. Süderenn) mit
  - Schweinskopf (niederdt. Swienskopp)

### Nachbargemeinden
|              | Otterndorf                                  | Belum                                |
| Neuenkirchen | Kompassrose, die auf Nachbargemeinden zeigt | Belum – Ortsteil Kehdingbruch Bülkau |
|              | Ihlienworth                                 |                                      |

(Quelle:)

## Geschichte

### Urkundliche Erwähnungen
Erstmals urkundlich erwähnt wird Osterbruch 1207 unter dem Namen Osterbrok, als die Kirche von Erzbischof Hartwig II. von Bremen dem Domkapitel Bremen geschenkt wurde. Diese Kirche ist St. Petrus geweiht.

### Eingliederungen
Am 17. Dezember 1969 erging in einer Sitzung des Rates einstimmig der Beschluss, dass die Gemeinde Osterbruch mit Wirkung vom 1. Januar 1970 der Samtgemeinde Hadeln mit Sitz in Otterndorf beitreten wird. Der im Entwurf vorliegenden öffentlich-rechtlichen Vereinbarungen und der Hauptsatzung der Samtgemeinde wurde folglich zugestimmt. Die Samtgemeinde bestand anfänglich aus den Gemeinden Neuenkirchen, Nordleda, Wanna und der Stadt Otterndorf. Im Jahre 1972 verließ jedoch Wanna den Verband der Samtgemeinde Hadeln und trat der Samtgemeinde Sietland bei.

### Einwohnerentwicklung
| Jahr | Einwohner | Quelle |
| ---- | --------- | ------ |
| 1910 | 544       | [ 4 ]  |
| 1925 | 571       | [ 5 ]  |
| 1933 | 516       | [ 5 ]  |
| 1939 | 488       | [ 5 ]  |
| 1950 | 892       | [ 6 ]  |
| 1956 | 632       | [ 6 ]  |
| 1961 | 0619 ¹    | [ 7 ]  |
| 1970 | 0537 ²    | [ 7 ]  |
| 1973 | 541       | [ 8 ]  |
| 1975 | 0534 ³    | [ 9 ]  |

| Jahr | Einwohner | Quelle |
| ---- | --------- | ------ |
| 1980 | 533 ³     | [ 9 ]  |
| 1985 | 495 ³     | [ 9 ]  |
| 1990 | 507 ³     | [ 9 ]  |
| 1995 | 519 ³     | [ 9 ]  |
| 2000 | 564 ³     | [ 9 ]  |
| 2005 | 568 ³     | [ 9 ]  |
| 2010 | 566 ³     | [ 9 ]  |
| 2015 | 520 ³     | [ 9 ]  |
| 2019 | 489 ³     | [ 9 ]  |
| 0    | 0         | 0      |

¹ Volkszählungsergebnis vom 6. Juni

² Volkszählungsergebnis vom 27. Mai

³ jeweils zum 31. Dezember
|  |

## Politik

### Gemeinderat
Der Rat der Gemeinde Osterbruch besteht aus sieben Ratsmitgliedern. Dies ist die festgelegte Anzahl für die Mitgliedsgemeinde einer Samtgemeinde mit einer Einwohnerzahl bis zu 500 Einwohnern. Die Ratsmitglieder werden durch eine Kommunalwahl für jeweils fünf Jahre gewählt. Die aktuelle Amtszeit begann am 1. November 2021 und endet am 31. Oktober 2026.
Die letzten Gemeinderatswahlen ergaben folgende Sitzverteilungen:
| Partei | 2021 | 2016 |
| ------ | ---- | ---- |
| SPD    | 4    | 4    |
| CDU    | 2    | 3    |
| Grüne  | 1    | –    |

### Bürgermeister
Der Gemeinderat wählte das Gemeinderatsmitglied Peter von Spreckelsen (SPD) zum ehrenamtlichen Bürgermeister für die aktuelle Wahlperiode. Seine Stellvertreter sind Anette Ahrens (SPD) und Andreas Meyer (CDU).

### Chronik der Bürgermeister bzw. Gemeindevorsteher
- 1919–1933: Hermann Hinrich Mohr (1880–1952)
- 1933–1934: Hans Heinrich Friedrich Steffens (1904–1994)
- 1934–1945: Gustav Wilhelm Seegemann (* 1879)
- 1945–1948: Hermann Hinrich Mohr (1880–1952)
- 1948–1952: Rudolf Heinrich Gottlieb Winter (1913–1993)
- 1952–1972: Hans Christian Tönjes Albers (1909–1982)
- 1972–1991: Jürgen Friedrich Karl Steffens (* 1928)
- 1991–2001: Karl-Heinz Kraack (1950–2002)
- ab 2001: Peter von Spreckelsen (* 1957)

(Quelle unter:)

### Wappen
Der Entwurf des Kommunalwappens von Osterbruch stammt von dem Heraldiker und Wappenmaler Albert de Badrihaye, der zahlreiche Wappen im Landkreis Cuxhaven erschaffen hat.
| Wappen von Osterbruch | Blasonierung: „Geteilt; oben: in Silber drei blaue Spatenblätter (1 : 2); unten: in Rot ein silberner Pferdekopf.“                                    |
| Wappen von Osterbruch | Wappenbegründung: Die Spatenblätter weisen auf die Kultivierung des Landes, der Pferdekopf weist auf die niedersächsische Tradition der Gemeinde hin. |

## Kultur und Sehenswürdigkeiten

### Bauwerke
- St.-Petri-Kirche
- Windmühle Osterbruch von 1863

### Denkmale
- Eines der berühmtesten Pferde Deutschlands stammt aus Osterbruch, das Springpferd Deister wurde unter Paul Schockemöhle ein Begriff für die gute Pferdezucht im Land Hadeln und erhielt in der Dorfmitte ein kleines Denkmal des Bildhauers Frijo Müller-Belecke.
- Gefallenendenkmal des Ersten- und Zweiten Weltkrieges[17]

### Museum
- Mühlenmuseum: Im Ortsteil „Schweinskopf“ steht eine intakte Galerie-Holländerwindmühle von 1863. Sie wurde in den 1980er Jahren von zwei Privatpersonen instand gesetzt und beherbergt seit 1988 eine umfassende Mühlenausstellung. In dieser detailgenau restaurierten Mühle befinden sich  Ferienwohnungen, die in die Mühle integriert sind (z. B. sind das Mahlwerk oder das hölzerne Getriebe Bestandteile der Gemeinschaftsräume).

### Fotogalerie

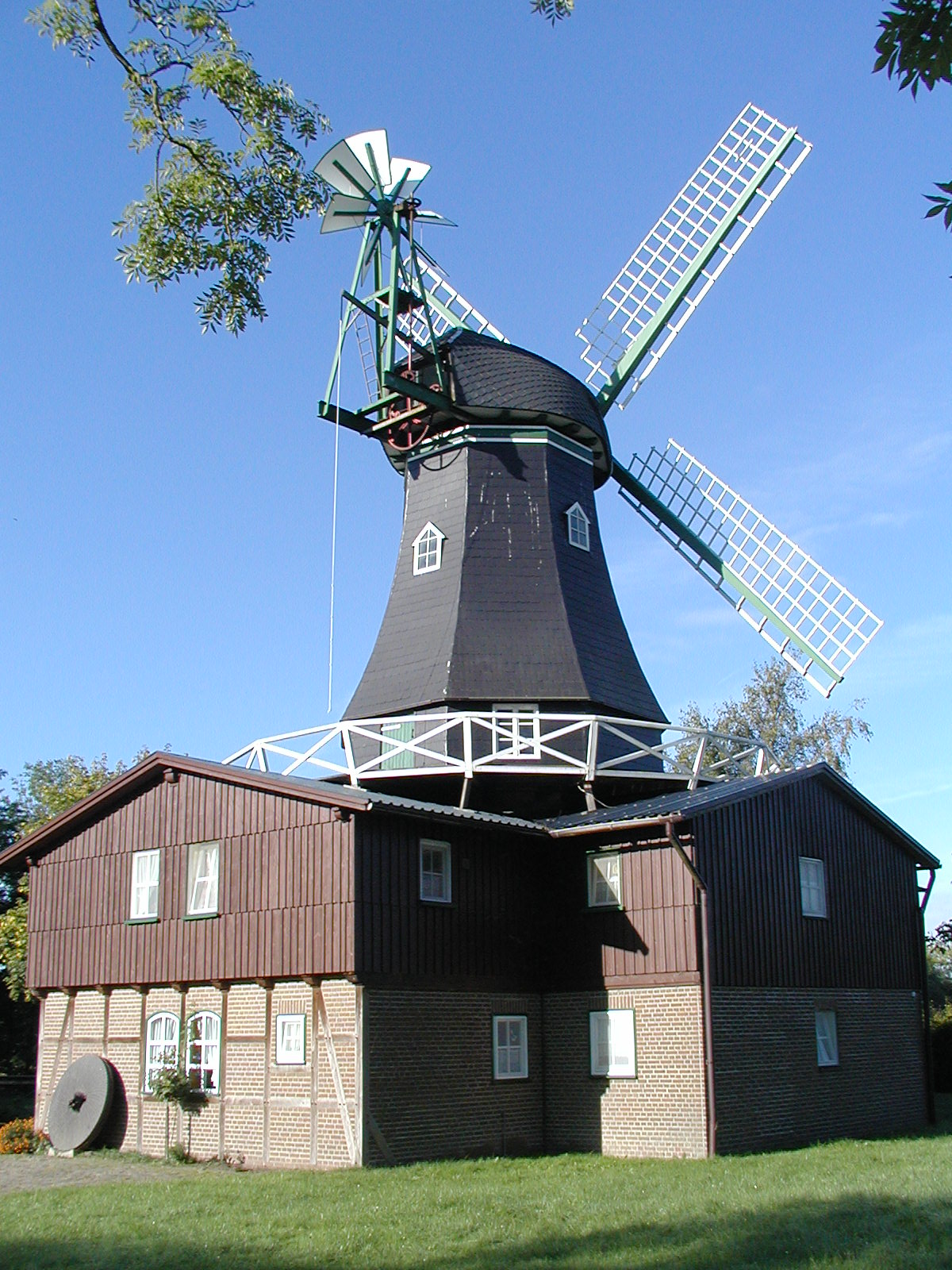
Galerie-Holländermühle am Schweinskopf
„Deister“ Denkmal
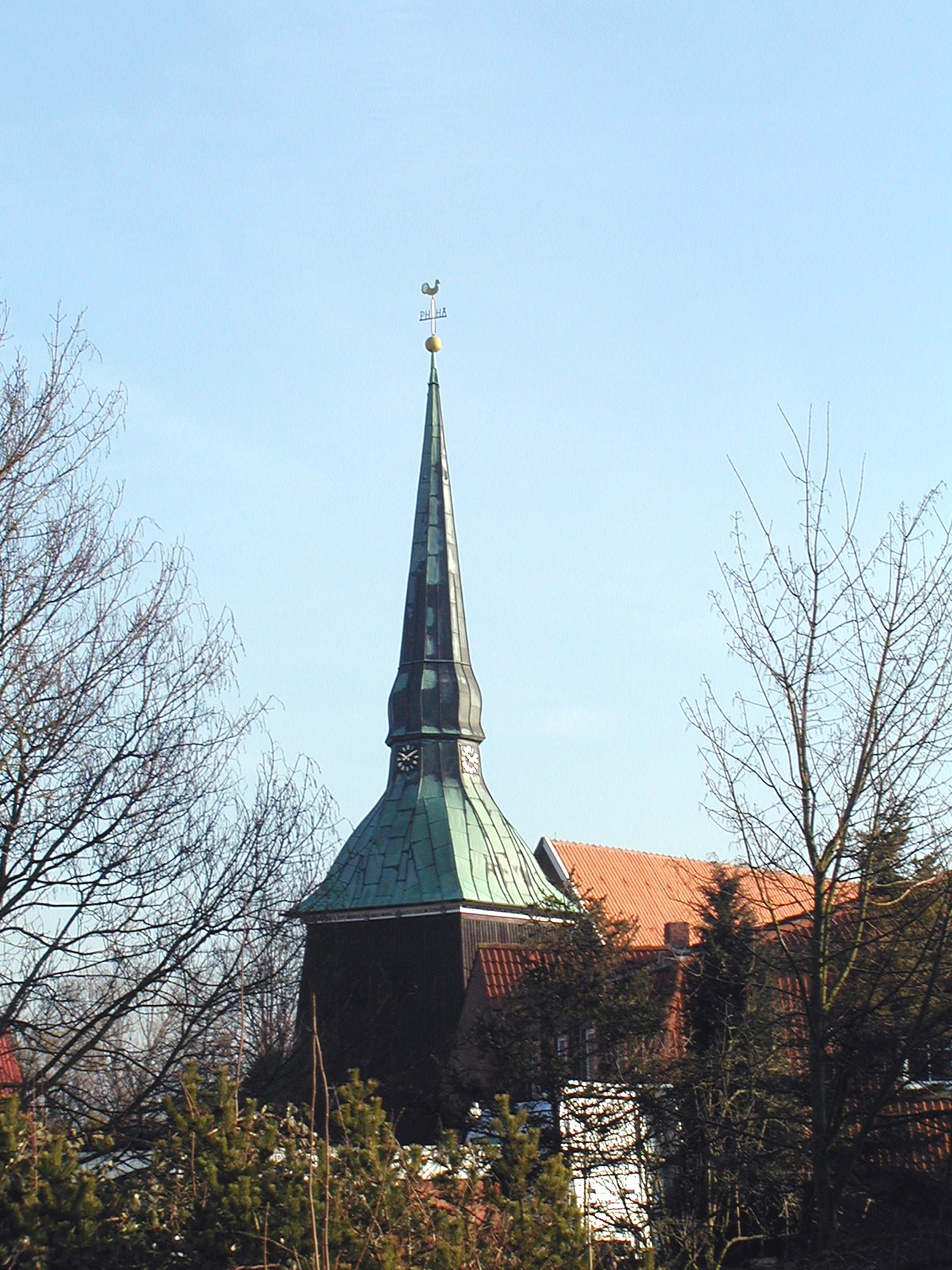
Die St.-Petri-Kirche von Osterbruch
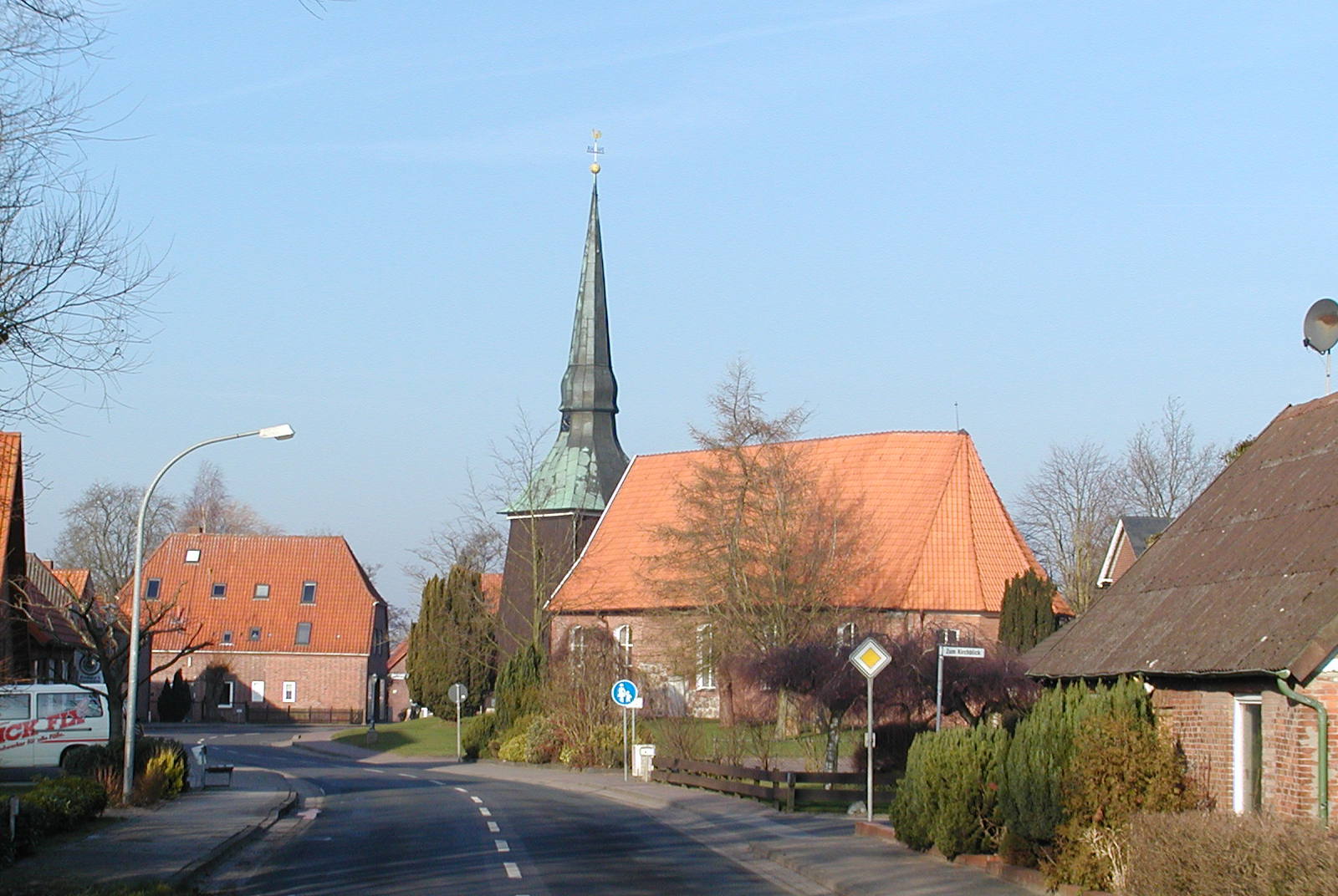
Die Kirche von Osterbruch
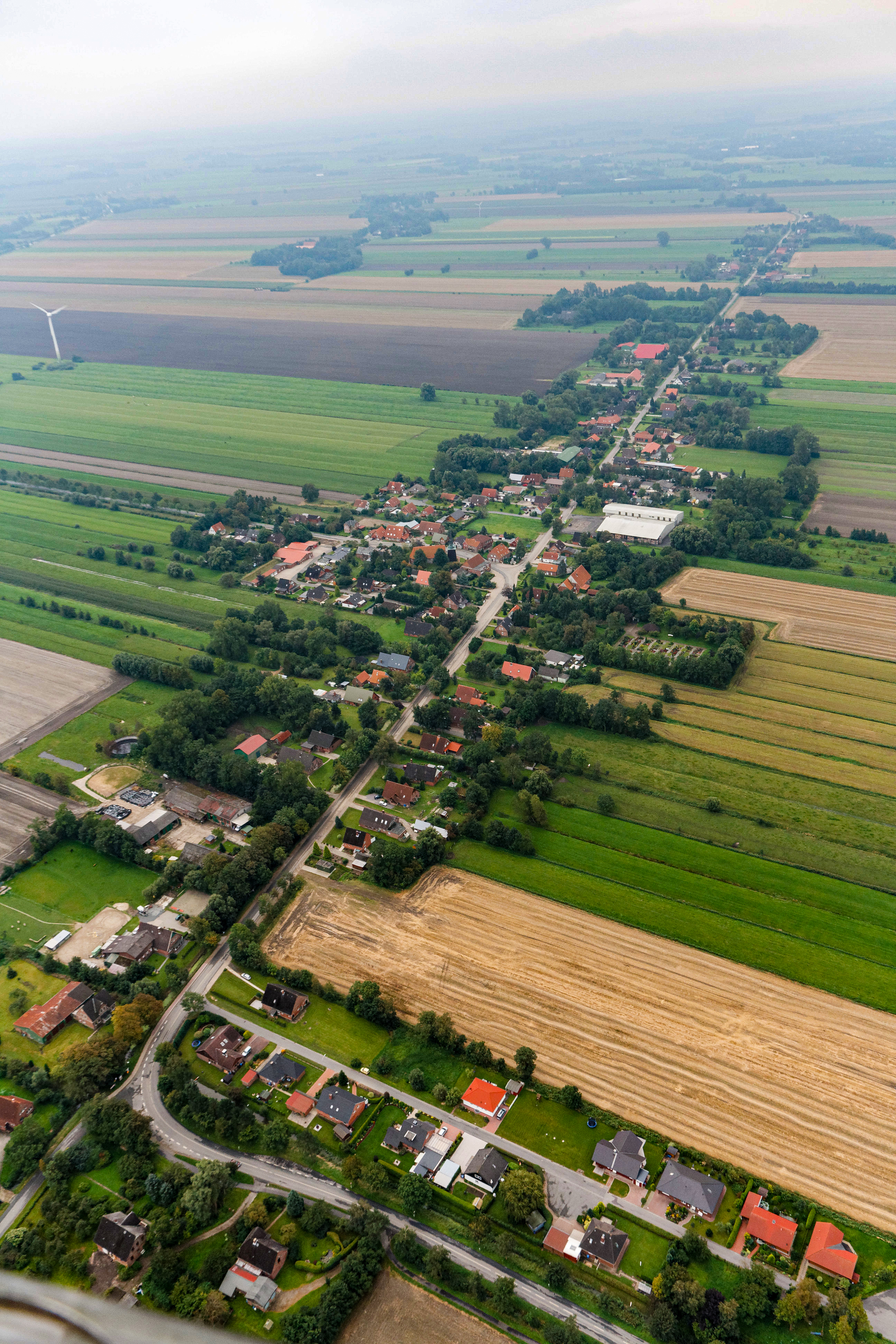
Die Ortsmitte

## Persönlichkeiten

### Söhne und Töchter der Gemeinde
- Tobias Heinrich Schubart (1699–1747), Theologe und geistlicher Dichter
- Heinrich Teut (1868–1963), Sprachforscher und Schriftsteller

### Personen, die mit der Gemeinde in Verbindung stehen
- Hartwig II. von Bremen († 1207), war von 1184 bis zu seinem Tod Erzbischof von Hamburg-Bremen und Reichsfürst von Bremen, 1207 schenkte er die St.-Petri-Kirche dem Bremischen Domkapitel
- Antonius Wilde (vor 1575–um 1618), Orgelbauer in Otterndorf, er schuf 1598 die Orgel der St.-Petri-Kirche
- Horst de Marées (1896–1988), Maler, wohnte ab 1960 in Osterbruch
- Frijo Müller-Belecke (1932–2008), Bildhauer und Kunsterzieher, er schuf das örtliche Denkmal des Springpferdes Deister
- Paul Schockemöhle (* 1945), Unternehmer und ehemaliger Springreiter, er gewann mit dem 1971 in Osterbruch geborenen Springpferd Deister eine Medaille bei den Olympischen Spielen, fünf bei den Europameisterschaften und fünf bei den Deutschen Meisterschaften

## Sagen und Legenden
- Der Spukhof in Osterbruch[18]